# Saint-Germain (Ardèche)
Saint-Germain település Franciaországban, Ardèche megyében. Lakosainak száma 704 fő (2022. január 1.). Saint-Germain Lavilledieu, Mirabel, Rochecolombe, Villeneuve-de-Berg és Vogüé községekkel határos.

## Népesség
A település népessége az elmúlt években az alábbi módon változott:
| Lakosok száma | 267  | 280  | 340  | 599  | 688  | 716  | 710  | 711  | 710  | 704  |
|               | 1968 | 1982 | 1990 | 2006 | 2013 | 2015 | 2017 | 2019 | 2020 | 2022 |